# 熱音響断層撮影
熱音響断層撮影(ねつおんきょうだんそうさつえい、英語: Thermoacoustic Tomography : TAT)とは試料をマイクロ波等で加熱して生じた超音波を検出して試料の内部構造を可視化する手法。

## 概要
熱音響断層撮影法は1980年代初頭から研究されてきた。超音波画像法は優れた空間分解能ではあるものの、組織間での超音波の伝播特性が似ているのでコントラストが低い。一方、高周波は組織間のコントラストは優れるが、空間分解能が低く、分解能を高めるために周波数を高めると内部まで浸透しない。熱音響断層撮影ではマイクロ波のパルスを照射して組織内で生じた微弱な超音波をトランスデューサで検出する。マイクロ波は組織内に瞬時に到達するが、生じた超音波は伝播速度が試料の組織の伝播特性や距離によってトランスデューサに到達するタイミングが異なるので試料の周囲に設置された複数のトランスデューサをフェイズドアレイ化して信号を検出して、コンピュータ断層撮影での画像再構成アルゴリズムを適用して画像を再構成する。

## 近接場熱音響断層撮影
近接場を使用する事で空間分解能を高める。

## 特徴
- 無侵襲計測
- 比較的高分解能

## 用途
- 診断
- 内部構造の可視化
- 非破壊検査